# Norman Sheil
Norman Leslie Sheil (* 22. Oktober 1932 in Liverpool; † 25. Oktober 2018 in Niagara-on-the-Lake, Kanada) war ein englischer Radrennfahrer und zweifacher Weltmeister im Bahnradsport.

## Werdegang

### Radsport-Karriere
1948, im Alter von 16 Jahren, gewann Norman Sheil, der für den Liverpooler Club „Phoenix“ startete, sein erstes Rennen. Ab 1950 diente er zwei Jahre lang als Soldat, ohne jegliche Möglichkeit zum Training. Zwei Jahre später, 1954, belegte er in Köln bei der Bahn-WM in der Einerverfolgung Rang drei und gewann diese Disziplin bei den Commonwealth Games 1954. 1955 errang er in Mailand in der Verfolgung den Weltmeistertitel und konnte diesen Erfolg 1958 wiederholen. 1958 gewann er erneut die Einerverfolgung bei den Commonwealth Games. Die renommierte Curacho-Pursuit-Trophy (das damals wichtigste Rennen in der Einerverfolgung in Großbritannien) gewann er 1955 bis 1957. Insgesamt errang er während seiner Laufbahn sieben WM-Medaillen. Ebenfalls 1958 siegte er erneut bei den Commonwealth Games.  Sheil errang zudem zahlreiche nationale Titel und stellte auch britische Rekorde auf.
1960 trat Sheil zu den Profis über. 1960 nahm er an der Tour de France im selben Team wie Jacques Anquetil teil, musste aber nach einem schweren Sturz aufgeben. 1963 beendete er seine aktive Radsport-Karriere. 1998 wurde er bei den „Masters“ nochmals Weltmeister in seiner Altersklasse im Punktefahren.

### Laufbahn als Trainer
Von 1965 bis 1973 war Norman Sheil britischer Nationaltrainer, von 1978 bis 1982 arbeitete er als Trainer für den kanadischen Radsportverband sowie 1989 für den der Vereinigten Staaten. Zuletzt war er als Renndirektor des „Ottawa Bicycle Club“ tätig.
Sheil starb im Oktober 2018 im Alter von 86 Jahren in seinem Wohnort in Kanada.

## Ehrungen
- 1956 wurde Sheil in Großbritannien in das Golden Book of Cycling aufgenommen.[3]

- 1973 ehrte der „Verein Deutsche Sportpresse“ (VDS) Norman Sheil und die Fahrer des britischen Bahnvierers mit der von Max Schmeling gestifteten „Fair-Play-Trophäe“, da sich die Briten sich nach Ansicht der Journalisten bei den UCI-Bahn-Weltmeisterschaften 1973 in San Sebastián vorbildlich verhalten hatten: Im Finale der WM lag der bundesdeutsche Vierer aussichtsreich vor dem britischen in Führung, als die vier Fahrer von einem Ordner, der auf der Bahn stand, behindert wurden und schwer stürzten. Der Wettkampfausschuss erklärte den britischen Vierer zunächst zum Weltmeister. Die britischen Fahrer jedoch lehnten die Entgegennahme der Goldmedaille ab, und schließlich wurde dem deutschen Vierer der WM-Titel zugesprochen. Sheil und der britische Bahnvierer waren bei der Gala zur Auszeichnung des Sportler des Jahres in Baden-Baden Ehrengäste und wurden gesondert ausgezeichnet.[4]

## Sportliche Erfolge

### Bahn
1954
- Amateur-Weltmeisterschaft – Einerverfolgung
- Commonwealth-Games-Sieger – Einerverfolgung

1955
- Amateur-Weltmeister – Einerverfolgung

1958
- Amateur-Weltmeister – Einerverfolgung
- Commonwealth-Games-Sieger – Einerverfolgung

1959
- Britischer Meister – Einerverfolgung

### Straße
1957 
- Britischer Meister – Einzelzeitfahren